# .bb
.bb는 바베이도스의 인터넷 국가 코드 최상위 도메인이다. BMobile에 의해 관리된다.
다음의 주소를 사용할 수 있다:
- .bb
- .com.bb
- .edu.bb
- .gov.bb
- .net.bb
- .org.bb

## 같이 보기
- ISO 3166-2:BB
- 인터넷 최상위 도메인 목록